# La Vengeance des Borgia
Pour plus de détails, voir Fiche technique et Distribution.
La Vengeance des Borgia (Bride of Vengeance) est un film américain réalisé par Mitchell Leisen, sorti en 1949.

## Synopsis
César Borgia fait tuer le second mari de sa sœur, le prince de Bisceglie afin qu'elle épouse Alphonse Ier d'Este, le duc de Ferrare, dont les terres bien défendues se situent entre les États pontificaux et ceux de la république de Venise. Cesare convoite ainsi ses terres et s'assure que Lucrèce blâme Alfonso pour le meurtre. 
Encouragée par son frère, elle prépare une vengeance mortelle contre son nouveau mari mais lorsque le poison qu'elle lui donne s'avère inefficace et qu'elle se rend compte que Cesare a vraiment tué son deuxième mari, elle revient pour aider Alfonso à se défendre contre l'armée de Cesare. Cesare bat en retraite, tuant Michellotto, qui voulait continuer le combat. Dans la scène finale, le couple boit à leur amour.

## Fiche technique
- Titre : La Vengeance des Borgia
- Titre original : Bride of Vengeance
- Réalisation : Mitchell Leisen
- Scénario : Michael Hogan et Cyril Hume d'après l'histoire Chalice de Michael Hogan
- Dialogues : Clemence Dane
- Producteur : Richard Maibaum
- Production : Paramount Pictures
- Photographie : Daniel L. Fapp
- Montage : Alma Macrorie
- Musique : Hugo Friedhofer
- Direction artistique : Roland Anderson, Hans Dreier et Albert Nozaki
- Décorateur de plateau : Sam Comer et Ray Moyer
- Costumes : Mary Grant et Mitchell Leisen
- Effets visuels : Farciot Edouart et Gordon Jennings
- Pays d'origine : États-Unis
- Format : Noir et blanc - Son : Mono (Western Electric Recording)
- Genre : Aventure historique
- Durée : 92 minutes
- Date de sortie :
  - États-Unis : 7 avril 1949
- Affiche : Boris Grinsson (France)

## Distribution
- Paulette Goddard : Lucrèce Borgia
- John Lund : Abigail Martha Hale
- Macdonald Carey : César Borgia
- Albert Dekker : Vanetti
- John Sutton : Prince Bisceglie
- Raymond Burr : Michelotto
- Charles Dayton : Bastino
- Donald Randolph : Tiziano
- Rose Hobart : Lady Eleanora
- Nicholas Joy : Le chambellan
- Fritz Leiber : Filippo
- Kate Drain Lawson : Gemma
- William Farnum : Comte Peruzzi
- Anthony Caruso : Le capitaine de la garde
- Frank Puglia : Bolfi
- Nestor Paiva : Le maire
- Houseley Stevenson : un conseiller

Acteurs non crédités :
- James Anderson : Un garde
- Don Beddoe, Robert Greig : Conseillers
- Morgan Farley : Un trésorier